# Claes Cederström (1833–1900)
Claes Henrik Cederström, född 31 oktober 1833 i Hemmesjö socken, Kronobergs län, död 22 september 1900 i Växjö, var en svensk friherre, godsägare och riksdagsman. Han var son till Claes Anton Cederström.
Cederström blev student vid Lunds universitet 1853 och avlade kansliexamen 1854. Han blev extra ordinarie kanslist i civildepartementet samma år och tillförordnad kopist där 1870. Han var ägare av Högnalövs gods i Kronobergs län och ledamot i Kronobergs läns hushållningssällskaps förvaltningsutskott. Han var ledamot av ridderskapet och adeln från 1862, ledamot av första kammaren för Kronobergs läns valkrets 1881–1882, suppleant i tillfälligt utskott 1882 och suppleant i särskilt utskott samma år.